# Jun'ichi Satō
Jun'ichi Satō (佐藤 順一, Satō Jun'ichi) est un réalisateur, scénariste et animateur japonais né le 11 mars 1960 à Jimokuji (aujourd'hui Ama) dans la préfecture d'Aichi.

## Biographie
Jun'ichi Satō est né le 11 mars 1960 dans le village de Jimokuji, tout près de Nagoya. Il rentre à l'Université Nihon et fait des études de cinéma. En 1981, il arrête ses études et rentre au studio Tōei Animation, la même année que Daisuke Nishio.
Tout d'abord assistant producteur, il passe à l'animation avec la série Bemu Bemu Hunter Kotengumaru puis son travail est remarqué sur Crocus dont il réalise un moyen métrage en 1985, sa première réalisation. La même année, il devient réalisateur assistant de Hiroshi Shidara sur la série Hai Step Jun.
En 1986, il dirige sa première série, Les Petits Malins, première d'une longue série au sein du studio. Il réalise dans un premier davantage des séries pour enfants (Les Petits Malins dont la seconde saison lorgne vers le genre shōjo ou Mōretsu Atarō), avant de se tourner davantage vers le shōjo et en particulier le Magical Girl. Il dirige notamment dans ce genre la célèbre série Sailor Moon (1992-1994) mais aussi Le Royaume des couleurs (1997-99) Mahô tsukai tai! (1999), Magical Dorémi (1999-2000).
En tant que salarié de Tōei Animation, Jun'ichi Satō ne pouvait travailler en tant que réalisateur pour un autre studio hormis s'il utilisait un pseudonyme ou que son statut n'apparaisse pas clairement aux crédits (superviseur au lieu de réalisateur par exemple). Contraint par ce statut, il devient Free-lance en 1998 ce qui lui permet de travailler librement sur la série Mahô tsukai tai!, produite par le studio Triangle Staff.
Après deux ans d'indépendance, il intègre en 2000 à nouveau un autre studio, Hal Film Maker dont il jouit de plus grande liberté. Il y réalise l'essentiel de la production du studio dont la franchise Aria. Lorsque Hal Film Maker est intégré au studio TYO Animation en 2009, il intègre le bureau exécutif avant de s'en retirer en 2011.
Parallèlement, il réalise pour deux autres studios : Gonzo (Gate Keepers en 2000 et Kaleido Star en 2003) ainsi que pour le studio Sunrise notamment sur la franchise Keroro-gunsō (2004-2011).

## Filmographie

### Comme réalisateur-superviseur
- 1985 : Crocus (moyen métrage de 16 min) - Réalisateur
- 1986-87 : Les Petits Malins (série télévisée) - Réalisateur, storyboard
- 1988 : Bikkuriman (film) - Réalisateur
- 1988 : Kimama ni Idol (OAV) - Réalisateur, scénario
- 1989-90 : Akuma-kun (série télévisée) - Réalisateur, storyboard (ep 1,32,37)
- 1990 : Akuma-kun (film) - Réalisateur
- 1990 : Mōretsu Atarō (série télévisée) - Réalisateur, storyboard (ep 1,5,9,13,17,22,26,32)
- 1991-92 : Kingyo Chūihō (série télévisée) - Réalisateur, storyboard
- 1992 : Kingyo Chūihō (film) - Réalisateur
- 1992-93 : Sailor Moon (série télévisée) - Réalisateur, storyboard (ep 1,8,14,24,45)
- 1993-94 : Sailor Moon R (série télévisée) - Réalisateur (jusqu'à l'épisode 59)
- 1994 : Les Contes les plus célèbres (série télévisée) - Directeur technique
- 1994 : Junkers Come Here (film) - Réalisateur
- 1996 : Mahô tsukai tai! (OAV) - Réalisateur, idée originale, storyboard (ep 1-6), directeur d'épisode (ep 6)
- 1996 : Jigokudô reikai tsuushin (OAV) - Réalisateur
- 1997-99 : Le Royaume des couleurs (série télévisée) - Réalisateur, storyboard (ep 1,5,10,13,17,25,32,36,39,44,48,50,55,69)
- 1999-2000 : Magical Dorémi (série télévisée) - Coréalisateur (avec Takuya Igarashi)
- 1999 : Mahô tsukai tai! (série télévisée) - Réalisateur, idée originale, storyboard (ep 1,2,6,10,13), directeur d'épisode (ep 1)
- 2000 : Strange Dawn (série télévisée) - Réalisateur, idée originale, storyboard (ep 1), directeur d'épisode (ep 1,13)
- 2000 : Gate Keepers (série télévisée) - Superviseur, idée originale, storyboard (ep 1,9,17,21,23)
- 2001 : Prétear (série télévisée) - Superviseur, idée originale, storyboard (ep 8)
- 2001 : Slayers Premium (CM) - Réalisateur, scénario
- 2002 : Princess Tutu (série télévisée) - Superviseur, idée originale, storyboard (ep 1,7,9,13,15,19,22,26), directeur d'épisode (ep 1,13)
- 2003-2004 : Kaleido Star (série télévisée) - Réalisateur, idée originale, storyboard (ep 1,13-18,20-26,29-32,36,37,39,40,42,43,44,50,52,53)
- 2004-2011 : Keroro-gunsō (série télévisée) - Réalisateur (saison 1), superviseur, storyboard
- 2005-2006 : Fushigiboshi no Futagohime (série télévisée) - Superviseur, storyboard (ep 1,2,10,16,28)
- 2005 : ARIA The Animation (série télévisée) - Réalisateur, scénario, script (ep 1,8), storyboard (ep 1,2,4,8,11,12)
- 2006 : Keroro-gunsō - film 1 (film) - Superviseur
- 2006-2007 : Fushigiboshi no Futagohime Gyu! (série télévisée) - Superviseur, storyboard (ep 1,16,41,45,50,52)
- 2006 : ARIA The Natural (série télévisée) - Réalisateur, scénario, script (ep 1,8), storyboard (ep 1,7,10,14,16,17,26)
- 2007 : ARIA - Arietta (OAV) - Réalisateur, scénario, storyboard
- 2007 : Keroro-gunsō - film 2 (film) - Superviseur
- 2007 : Sketchbook (série télévisée) - Superviseur, storyboard (ep 4)
- 2007-2009 : Shugo Chara! (série télévisée) - Superviseur
- 2008 : ARIA The Origination (série télévisée) - Réalisateur, scénario, storyboard (ep 12,13), directeur d'épisode (ep 1)
- 2008 : Keroro-gunsō - film 3 (film) - Superviseur
- 2009 : Umi Monogatari (série télévisée) - Réalisateur, storyboard (ep 1,7-12)
- 2009 : Keroro-gunsō - film 4 (film) - Superviseur
- 2009 : Ontama! (ONA) - Superviseur, responsable du son
- 2010 : Keroro-gunsō - film 5 (film) - Superviseur
- 2011 : Tamayura (OAV) - Réalisateur, scénario, idée originale, storyboard (ep 1-4), script (ep 1,4)
- 2011 : Phi Brain: Puzzle of God (série télévisée) - Réalisateur, storyboard (ep 1)
- 2011 : Tamayura (série télévisée) - Réalisateur, scénario, idée originale, storyboard (ep 1,7,10)
- 2020 : Loin de moi, près de toi (泣きたい私は猫をかぶる, Nakitai watashi wa neko o kaburu?) - coréalisateur

### Autres
- 1981-82 : La Reine du fond des temps (série télévisée) - Assistant producteur
- 1982-83 : Patalliro! (série télévisée) - Assistant producteur
- 1983 : Bemu Bemu Hunter Kotengumaru (série télévisée) - Storyboard, directeur d'épisode, assistant producteur
- 1984-85 : Crocus (série télévisée) - Storyboard (ep 3,5,10,15,19,22,25,29,32,37,41,46)
- 1985-86 : Mobile Suit Zeta Gundam (série télévisée) - Storyboard (ep 19,33)
- 1985-86 : Hai Step Jun (série télévisée) - Réalisateur assistant
- 1987-89 : Bikkuriman (série télévisée) - Storyboard (ep 13,18,21,25,29,32,51,57,63,70)
- 1989-90 : Le Roi Léo (série télévisée) - Storyboard
- 1989 : Mobile Suit Gundam 0080 : War in the Pocket (OAV) - Storyboard (ep 2)
- 1990-92 : Chibi Maruko-chan (série télévisée) - Storyboard
- 1992 : Little Twins (OAV) - Storyboard
- 1994-95 : Sailor Moon S (série télévisée) - Storyboard (ep 90,97,104,109,124,125)
- 1995 : Neon Genesis Evangelion (série télévisée) - Storyboard (ep 4,5,15,21)
- 1995-96 : Sailor Moon Super S (série télévisée) - Storyboard (ep 132,140,146,158)
- 1996-97 : Sailor Moon Stars (série télévisée) - Storyboard (ep 172,181,198)
- 1996 : Vision d'Escaflowne (série télévisée) - Storyboard (ep 15)
- 1996-97 : Saber marionette J (série télévisée) - Storyboard (ep 24)
- 1997 : Utena, la fillette révolutionnaire (série télévisée) - Storyboard (ep 34)
- 1998-99 : Cowboy Bebop (série télévisée) - Storyboard (ep 18)
- 1998-99 : Saber marionette J to X (série télévisée) - Storyboard (ep 24)
- 1998-99 : Elle et lui (série télévisée) - Storyboard (ep 18)
- 2000-02 : Dā! Dā! Dā! (série télévisée) - Storyboard (ep 76)
- 2000 : Sakura Wars TV (série télévisée) - Storyboard (ep 11)
- 2002 : Seven of Seven (série télévisée) - Storyboard (ep 4,22)
- 2002-2003 : Gate Keepers (OAV) - Storyboard (ep 3), directeur d'épisode (ep 3)
- 2003 : The Big O II (série télévisée) - Storyboard (ep 25)
- 2007 : Romeo x Juliet (série télévisée) - Storyboard (ep 4,23)
- 2007 : Night Wizard The ANIMATION (série télévisée) - Storyboard (ep 7,11)
- 2008 : Kitaro le repoussant - 2008 (série télévisée) - Storyboard (ep 8)
- 2008 : Vampire Knight (série télévisée) - Storyboard (ep 2,11)
- 2008-2009 : Skip beat! (série télévisée) - Storyboard (ep 3,15,23)
- 2009-2010 : Kiddy Girl-and (série télévisée) - Responsable du son, storyboard (ep 21)
- 2010 : Mayoi Neko Overrun! (série télévisée) - Storyboard (ep 12)
- 2011 : La Croisée dans un labyrinthe étranger (série télévisée) - Scénario, responsable du son